# Мазурик, Кирилл Семёнович
Кирилл Семёнович Мазурик (1888 год, село Устье, Ольгопольский уезд, Подольская губерния, Российская империя — дата смерти неизвестна, село Уреки, Махарадзевский район, Грузинская ССР) — рабочий Урекского совхоза Министерства сельского хозяйства СССР, Махарадзевский район, Грузинская ССР. Герой Социалистического Труда (1949).

## Биография
Родился в 1888 году в крестьянской семье в селе Устье Ольгопольского района (сегодня — Гайсинский район Винницкой области). Окончил местную сельскую школу. Трудился в сельском хозяйстве. После Великой Отечественной войны вместе со своей семьёй переехал в Махарадзевский район Грузинской ССР. Трудился рабочим в Урекском совхозе Махарадзевского района (сегодня — Озургетский муниципалитет) с центром в селе Уреки.
В 1948 году собрал в среднем с каждого дерева по 1304 мандарина с 410 плодоносящих мандариновых деревьев. Указом Президиума Верховного Совета СССР от 5 июля 1949 года удостоен звания Героя Социалистического Труда за «получение высоких урожаев сортового зелёного чайного листа и цитрусовых плодов в 1948 году» с вручением ордена Ленина и золотой медали «Серп и Молот».
После выхода на пенсию проживал в селе Уреки. Дата смерти не установлена.